# Elgersdorf (Emskirchen)
Elgersdorf ist ein Gemeindeteil des Marktes Emskirchen im Landkreis Neustadt an der Aisch-Bad Windsheim (Mittelfranken, Bayern). Elgersdorf liegt in der Gemarkung Gunzendorf.

## Geografie
Westlich des Dorfes entspringt das Erlachbächlein, ein rechter Zufluss der Mittleren Aurach. Nordwestlich des Ortes liegt das Flurgebiet Hühnerleite, nordöstlich Reutern. Eine Gemeindeverbindungsstraße führt nach Gunzendorf (1,7 km nördlich) bzw. zur Kreisstraße NEA 8 bei Hagenbüchach (0,7 km östlich). Eine weitere Gemeindeverbindungsstraße führt ebenfalls zur NEA 8 beim Brandhof (0,3 km südwestlich).

## Geschichte
Der Ort wurde vor 1430 als „Elgelstorff“ erstmals urkundlich erwähnt.
Gegen Ende des 18. Jahrhunderts gab es in Elgersdorf sieben Anwesen (2 Höfe, 5 Güter). Das Hochgericht übte das brandenburg-bayreuthische Fraischvogteiamt Emskirchen-Hagenbüchach aus. Die Dorf- und Gemeindeherrschaft hatte das Landesalmosenamt der Reichsstadt Nürnberg. Alle Anwesen hatten das St. Klara-Klosteramt als Grundherrn.
Von 1797 bis 1810 unterstand der Ort dem Justizamt Markt Erlbach und Kammeramt Emskirchen. Im Rahmen des Gemeindeedikts wurde Elgersdorf dem 1811 gebildeten Steuerdistrikt Emskirchen zugeordnet. Es gehörte auch der 1813 gegründeten Munizipalgemeinde Emskirchen an. Mit dem Zweiten Gemeindeedikt (1818) wurde Elgersdorf in die neu gebildete Ruralgemeinde Gunzendorf umgemeindet. Am 1. Januar 1972 wurde Gunzendorf im Zuge der Gebietsreform in Bayern nach Emskirchen eingemeindet.

### Baudenkmäler
- Haus Nr. 7: eingeschossiges Wohnstallhaus, im Sturz der Haustür „17 IBKM 75“; rückwärtiger Giebel konstruktives Fachwerk, zwei Dachgeschosse[9]
- Haus Nr. 12: eingeschossiges Wohnstallhaus, Ecklisenen, Gurtband, profiliertes Holztraufgesims mit Steinanfängern; zwei Dachgeschosse; im Keilstein der Haustür „MM“(ader) „1801“, Keilstein der Stalltür glatt; zwei nachträgliche Giebelgauben[9]
- Haus Nr. 13: Wohnstallhaus[10]
- Haus Nr. 25: Bahnwärterhaus[10]
- Steinkreuz[10]

### Einwohnerentwicklung
| Jahr      | 001818 | 001840 | 001861 | 001871 | 001885 | 001900 | 001925 | 001950 | 001961 | 001970 | 001987 |
| Einwohner | 91     | 103    | 95     | 106    | 124    | 104    | 98     | 141    | 113    | 82     | 98     |
| Häuser    | 13     | 15     |        |        | 15     | 18     | 13     | 17     | 19     |        | 26     |
| Quelle    | [ 12 ] | [ 13 ] | [ 14 ] | [ 15 ] | [ 16 ] | [ 17 ] | [ 18 ] | [ 19 ] | [ 20 ] | [ 21 ] | [ 1 ]  |

## Religion
Der Ort ist seit der Reformation evangelisch-lutherisch geprägt und bis heute nach St. Kilian (Emskirchen) gepfarrt.